# Emausaurus
Emausaurus  ist eine urtümliche Gattung der Vogelbeckensaurier, die im Unteren Jura lebte und deren Überreste im deutschen Bundesland Mecklenburg-Vorpommern gefunden wurden.

## Merkmale
Die Länge von Emausaurus wird auf rund 1 bis 2 Meter geschätzt, ist aber schwierig anzugeben, da außer dem Schädel nur vereinzelte Knochen gefunden wurden. Der Schädel trug kleine, blattförmige Zähne, die denen der Stegosauria ähnelten und die an eine Pflanzennahrung angepasst waren. Sein Körper war von Knochenschuppen bedeckt, es wurden sowohl kleine kegelförmige wie auch größere, stachelförmige Schuppen gefunden, deren Anordnung aber unbekannt ist. Vermutlich bewegte sich Emausaurus wie der verwandte Scelidosaurus auf allen vieren (quadruped) fort.

## Entdeckung und Benennung
Fossilien von Emausaurus wurden 1963 in einer Tongrube in der Nähe von Grimmen in Mecklenburg-Vorpommern durch den Geologie-Diplomanden Werner Ernst entdeckt und 1990 von Hartmut Haubold (Halle) erstbeschrieben. Der Name leitet sich vom Akronym der Ernst-Moritz-Arndt-Universität („EMAU“) her; Typusart ist Emausaurus ernsti. Die Funde werden in den Unteren Jura (Toarcium), auf ein Alter von rund 180 Millionen Jahre, datiert. Das noch nicht ausgewachsene Exemplar wurde im Meer abgelagert, worin der Kadaver wahrscheinlich über eine größere Strecke von Strömungen transportiert wurde.

## Systematik
Emausaurus ist ein urtümlicher (basaler) Vertreter der Vogelbeckensauriergruppe der Thyreophora, zu denen unter anderem auch die Stegosauria und die Ankylosauria zählen. Phylogenetische Untersuchungen stellen ihn an die Basis der Thyreophora und damit außerhalb der Stego- und Ankylosauria; nach anderen Meinungen handelt es sich bei ihm bereits um einen frühen Vertreter der Stegosauria.